# Al-Jahra Sporting Club
L'Al-Jahra Sporting Club, noto semplicemente come Al-Jahra, è una società calcistica kuwaitiana con sede nella città di Jahrah. Milita nella Kuwait Premier League, la massima divisione del campionato kuwaitiano.

## Palmarès

### Competizioni nazionali
- Kuwait Premier League: 1

1990
- Coppa Tishreen: 1

2007